# Витковский, Евгений Владимирович
Евге́ний Влади́мирович Витко́вский (18 июня 1950, Москва — 3 февраля 2020, Москва) — российский писатель-фантаст, литературовед, поэт и переводчик.

## Биография
Потомок обрусевших немцев, владевших в Москве довольно большой картонажной фабрикой (Петербургское шоссе, д. 7). Детство провёл в Сибири, Средней Азии и Западной Украине; среднюю школу окончил в 1967 году в Каменце-Подольском.
В 1967—1971 гг. учился в МГУ на искусствоведческом отделении, затем ушёл в академический отпуск, из которого не вернулся, занявшись одновременно литературой и диссидентской деятельностью. Участник литературной студии «Луч» Игоря Волгина.
До отмены в СССР цензуры мог печататься только как поэт-переводчик. В 1990-е годы занимался преимущественно литературоведением. На рубеже веков начал публиковаться как писатель-фантаст.
В 2003 году создал сайт «Век перевода», на форуме которого ведутся занятия поэтическим переводом. В 2005 и 2006 году издательством «Водолей Publishers» по материалам сайта изданы антологии русского поэтического перевода XXI века «Век перевода»; в 2012 году вышел третий выпуск.
В разное время был главным редактором нескольких издательств.
Лауреат нескольких международных премий, в том числе премии «Серебряный век» за 2014 год, а также золотой медали имени Бальмонта за 2016, присуждаемой за вклад в русскую литературу Австралии. Эксперт Союза Переводчиков России, член Союза писателей с 1983 года. Учителями в поэтическом творчестве называл Арк. Штейнберга и С. Петрова.
От первого брака с поэтессой Аллой Шараповой родился сын Вадим (р. 1970, Москва), антиковед и переводчик с древнегреческого. Вторым браком был женат на поэтессе Надежде Мальцевой, третьим — на Ольге Кольцовой.
Умер 3 февраля 2020 г. от последствий неудачной операции. Прощание и отпевание прошло 6 февраля в храме Космы и Дамиана в Шубине; в тот же день тело было кремировано в Митинском крематории. 25 февраля урна с прахом захоронена в семейном некрополе на Введенском кладбище (6 уч.).

## Творчество

### Поэтический перевод
В разные годы опубликовал множество поэтических переложений с английского (К. Смарт, Д. Мильтон, Р. Саути, Д. Китс, О. Уайльд, Р. Киплинг), немецкого (Р. М. Рильке, Г. Бенн, Т. Крамер, А. Маргул-Шпербер, А. Гонг), нидерландского (Й. ван ден Вондел, К. Хёйгенс, В. Г. ван Фоккенброх, А. Роланд Холст, Я.Я. Слауэрхоф), африкаанс (К. Луи Лейполдт, Н. П. ван Вейк Лоу, Э. Криге, Д. Опперман, Б. Брейтенбах), французского (А. Рембо, П. Валери), португальского (Л. де Камоэнс, М. Барбоза ду Бокаже, Ф. Пессоа), гэльского (Д. Б. Макинтайр, Й. Маклин) и других языков. В XXI веке почти всё своё время посвятил изучению, переводу и пропаганде в России шотландской поэзии, созданной на англо-шотландском (scots) и гэльском языках; составленные Витковским книги Роберта Бернса за последние двадцать лет выходили шесть раз.

### Проза
Трёхтомный роман «Павел II» (об альтернативной вселенной, в которой в 1981 году была восстановлена монархия и на трон взошел законный потомок императора Александра I), увидел свет в 2000 году, его продолжение — «Земля святого Витта» — в 2001, очередное продолжение — «Чертовар» — в 2007 году. Два последних романа вошли в шорт-листы номинаций на одну из наиболее престижных премий в области фантастической прозы в России — «Международную литературную премию имени А. и Б. Стругацких». В 2017 г. издан очередной роман, продолжение того же цикла: «Протей». Писал одновременно в жанрах альтернативной истории и магического реализма; сюжет доведён до 2011 года, когда история совершает очередной вираж. В романе «Александрит» действие происходит в той же вселенной, но параллельно также летом 1931 года в реальной Москве: в основу романа положены обросшие легендами факты перезахоронения Николая Гоголя с кладбища Данилова монастыря на Новодевичье. Уже посмертно, в сентябре 2020 г., под одной обложкой вышли последний завершённый роман «Реквием Крысиному королю, или Гибель богов» и незавершённый «Сказка про красного быка, или Хроники ленты Мёбиуса».

### Литературоведение
Подготовил четырёхтомную антологию поэзии русского зарубежья «Мы жили тогда на планете другой», трёхтомное собрание сочинений Георгия Иванова, двухтомник Ивана Елагина, собрание сочинений Арсения Несмелова, антологию русского поэтического перевода XX в. «Строфы века — 2» (серия «Итоги века») и многое другое. Многократно выступал как составитель и комментатор изданий зарубежных поэтов — Ш. Леконта де Лиля, Ш. Бодлера, А. Рембо, М. Роллина, О. Уайльда, Р. Бернса, Р. Киплинга и других авторов.

### Поэзия
- Сад Эрмитаж: Стихотворения; Баллады. — М.: Престиж Бук, 2016. — 368 с. — (Серия «Поэты-фантасты»).
- Град безначальный. 1500—2000 гг.: Эпический цикл. — М.: Водолей, 2018. — 596 с.

### Проза
- Павел II. Т. 1: Пронеси, Господи!; Т. 2: День пирайи; Т. 3: Пригоршня власти. — М.: АСТ; Харьков: Фолио, 2000.
- Земля святого Витта. — М.: АСТ; Харьков: Фолио, 2001. 2-е изд.: М.: Водолей Publishers, 2007.
- Чертовар. — М.: Водолей Publishers, 2007.
- Протей, или Византийский кризис. — М.: Престиж Бук, 2018. — 448 с. — (Серия «Коллекция»).
- Александрит, или Держава номер шесть. — М.: Престиж Бук, 2019. — 528 с. — (Серия «Коллекция»).
- Реквием Крысиному королю, или Гибель богов; Сказка про красного быка, или Хроники ленты Мёбиуса: Романы. — М.: Престиж Бук, 2020. — 608 с. — (Серия «Коллекция»).

### Литературоведение
- Из современной нидерландской поэзии. / Сост. Е. Витковский. — М., Прогресс, 1977, тир. 10 тыс.
- Из поэзии Нидерландов XVII века. / Сост. Е. Витковский. — Л., 1983.
- Арсений Несмелов. Без Москвы, Без России. / Сост Е. Витковский, А. Ревоненко. — М., 1990.
- Георгий Иванов. Собрание сочинений в трёх томах. / Сост. Е. Витковский, В. Крейд. — М., 1994
- Мы жили тогда на планете другой: Антология поэзии русского зарубежья. 1920—1990 гг.. (Первая и вторая волна) (в четырёх томах). / Сост. Е. Витковский.— М., 1994—1997
- Иван Елагин. Собрание сочинений (в двух томах). / Сост. Е. Витковский.— М., 1998.
- Строфы века — 2: Антология русского поэтического перевода XX века. / Сост. Е. Витковский. — М., 1998.
- Семь веков французской поэзии: 1300—1999 гг.. / Сост. Е. Витковский. СПб, 1999.
- Фонетический шум (совм. с Л. Латыниным). — М., 2002.
- Александр Алон. Возвращая долги. Собрание стихотворений. / Сост. Е. Витковский. — М., 2005
- Роберт Саути. Баллады. / Сост. Е. Витковский.— М., 2006 (с парал. англ. текстом)
- Шарль Бодлер. Цветы зла. / Сост. Е. Витковский и В. Резвый. — М., 2006.(с парал. франц. текстом).
- Арсений Несмелов. Собрание сочинений (в двух томах). / Сост. Е. Витковский, А. Колесов, Ли Мэн, В. Резвый. Владивосток, 2006
- Александр Монтгомери. Вишня и тёрн. Сонеты. / Составитель и научный редактор Е. Витковский. — М., 2007
- Поль Валери. Полное собрание стихотворений. / Составитель и автор предисловия Е. Витковский. — М., 2007
- Семь веков английской поэзии: 3 т. / Составитель, автор предисловия Е. В. Витковский. Научный редактор В. Резвый. Предисловие Е. Витковского. Справки об авторах Е. Витковского, В. Вотрина, А. Прокопьева, В. Резвого, А. Серебренникова. Оформление и макет Марины и Леонида Орлушиных. — М.: Водолей Publishers, 2007. Кн. 1: 1032 с. Кн. 2: 992 с. Кн. 3: 1008 с. — ISBN 978-5-902312-33-8
- Сара Тисдейл. Реки, текущие к морю: Избранные стихотворения. / Составитель, автор предисловия Е. Витковский. / Пер. с англ. — М.: Водолей, 2011. — 192 с. — (Звёзды зарубежной поэзии). — ISBN 978-5-91763-062-5.
- Раздол туманов. Страницы шотландской гэльской поэзии XVII—XX в.в. Перевод Е. Витковского и Е. Кистеровой. Составитель, автор предисловия Е. Витковский. / Пер. с шотландского гэльского — М.: Водолей, 2018. — 260 с. — (Звёзды зарубежной поэзии). — ISBN 978-5-91763-406-7
- Роберт Уильям Сервис. Зов Юкона. Составитель, автор предисловия Е. Витковский / Пер. с англ. — М.: Водолей, 2018. — 448 с. — ISBN 978-5-91763-409-8
- Франция в сердце : Поэзия Франции XII — начала XX вв. в переводах русских поэтов XVIII — начала XXI вв. Антология в 3 т. Составитель и автор предисловия Е. Витковский. Научный редактор А. Серебренников. Справки об авторах В. Ослон, А. Серебренников, Я. Старцев. — СПб. : Крига, 2019. — т. 1 760 с. т. 2 760 с. т. 3. 808 с. ISBN 978-5-98456-064-1

### Поэтические переводы
- Эйс Криге. Баллада о великом мужестве. / Перевод с африкаанс. — М., 1977.
- Строфы о бессмертии. Страницы западногерманской поэзии. / Перевод с немецкого. — М., 1987
- Йост ван ден Вондел. Трагедии. / Перевод с нидерландского. — М., 1988. — (серия «Литературные памятники»).
- Константейн Хёйгенс. Назидательные картинки. / Перевод с нидерландского. — М., 2002.
- Теодор Крамер.. Зелёный дом. / Перевод с немецкого. — М., 2012.
- Нил Гейман. Черничная девочка. / Перевод с английского. — М., 2012.
- Вечный слушатель: Семь столетий поэзии в переводе Евгения Витковского. В 2 т.  — М.: Водолей, 2013. — 656 + 688 с. ISBN 978-5-91763-082-3; 2-е издание:, Дюссельдорф, Za-Za, 2014—417+454 с. — ISBN 978-1-291-62469-4 + ISBN 978-1-291-67327-2
- Тилль Линдеманн: Нож. / Перевод с немецкого — М.:Бомбора, 2018. ISBN 978-5-04-090304-7
- Теодор Крамер. Хвала отчаянию. Избранные стихотворения. Перевод с немецкого. М.; «Водолей», 2019. — 300 с. ISBN 978-5-91763-486-9